# Estación Ullum
Ullum es una estación ferroviaria ubicada en el departamento del mismo nombre, Provincia de San Juan, República Argentina. Pertenece al Ferrocarril General Belgrano de la Red ferroviaria argentina.

## Servicios
En la actualidad no presta ningún tipo de servicios. En el pasado prestó servicios de pasajeros  y de cargas a cargo de Ferrocarriles Argentinos entre la estación San Juan (Belgrano) y Jáchal. Los primeros se detuvieron en el año 1960 (debido al mal estado de las vías ocasionado por el Terremoto de San Juan de 1944) y los segundos en el año 1984